# En el borde
«En el borde» es una canción del grupo musical de Argentina Soda Stereo, escrita por Richard Coleman, y compuesta por Gustavo Cerati y Zeta Bosio. Apareció originalmente en el álbum de estudio Doble vida de 1988.

## Letra
La letra puede tratarse de una infidelidad en la cual el hombre sabe que su esposa o novia lo está engañando, pero él decide no decir nada al respecto y marcharse.

## Música
Puede apreciarse en la canción «En el borde» la influencia que el grupo musical recibió en su estadía de más de un mes en New York, incluyendo en esta canción un rap que fue compuesto e interpretado por Carlos Alomar.
La canción empieza con los sintetizadores de Daniel Sais, seguido de la batería de Charly y el bajo de Zeta. Después empieza la voz de Cerati y empieza a tocar la guitarra en la segunda estrofa.

## Historial en vivo
La canción quedó afuera de la gira musical de regreso Me verás volver, pero parte de la canción está presente en la interpretación de «Persiana americana».

## Versiones
Existen tres versiones conocidas la canción:
- La primera, la original, que aparece en el álbum de estudio Doble vida.
- La segunda, la versión remix («En el borde [Versión remix]»), que aparece en el álbum Languis.
- La tercera es una versión instrumental que forma parte de la banda de sonido de la película Alguien te está mirando.
- Richard Coleman tocó la canción en algunos de sus conciertos como solista, pero con una versión más corta y acústica.